# تسويق أخضر
التسويق الأخضر (بالإنجليزية: Green marketing)‏ ويُطلق عليه أيضاً التسويق البيئي، هو أي نشاط تسويقي خاص بمنظمة معينة، يهدف إلى خلق تأثير إيجابي أو إزالة التأثير السلبي لمنتج معين على البيئة. ويُعرف أيضاً بأنها عملية تطوير وتسعير وترويج منتجات لا تلحق أي ضرر بالبيئة الطبيعية. وبعبارة أخرى هي مجموعة واسعة من الأنشطة التي يتم فيها تحديد المواقع وتقسيم المستهلكين اعتماداً على أبعاد بيئية وتطوير استراتيجيات وحلول من شأنها تلبية احتياجات المستهلكين ورغباتهم مع أقل تأثير سلبي ممكن على الأرض. غالباً ما تسمى المنتجات والخدمات التي تلبي رغبات أو تناشد هؤلاء المستهلكين بالخضراء والإعلان والترويج لها غالباً ما يكون على أساس أقل تأثير على البيئة من حيث الطاقة والمواد المستعملة والعمليات، أو المواد السامة. بالإضافة إلى ذلك، يتضمن التسويق الأخضر تمثيل وتقديم شركة أو منتج أو الخدمة على أنها أقل ضرراً على الطبيعة.
يُمكن النظر إلى التسويق الأخضر على أنه ترجمة لمتطلبات المسؤولية الاجتماعية والأخلاقية للتسويق، والذي خرج إلى النور كاستجابة للتحديات البيئية المتزايدة في الزمن الجديد. ويأتي هذا المنهج التسويقي متزامنا مع تزايد الاهتمام العالمي بحماية حقوق المستهلك، وظهور حركات تهدف إلى حماية حقوق الناس للعيش في منظمة ذات توجه بيئي ببيئة آمنة. ويتمحور التسويق الأخضر حول التزام منظمات الأعمال بالتعامل بالسلع الصديقة للبيئة وهي السلع الغير ضارة بالمجتمع والبيئة الطبيعية والقيام بالأنشطة التسويقية في إطار الالتزام القوي بالمسؤولية البيئية وضمن ضوابط محددة لضمان المحافظة على البيئة الطبيعية وعدم إلحاق الضرر بها وتدور معظم التعريفات للتسويق الخضر حول هذه المحاور.

## التاريخ
ظهر مصطلح التسويق الأخضر في أواخر الثمانينيات وأوائل التسعينيات من القرن المنصرم. ونتج عن ذلك أول كتاب عن التسويق الأخضر بعنوان «التسويق البيئي». بدأت تقارير المسؤولية الاجتماعية للشركات (سي إس أر) مع شركة عملاق الآيس كريم (بين آند جيري) واستُكملت التقارير المالية من خلال رؤية أكبر للتأثير البيئي للشركة. وفي عام 1987، حددت وثيقة أعدتها اللجنة العالمية للبيئة والتنمية المستدامة بأنها تلبي «احتياجات الحاضر دون المساس بقدرة الأجيال القادمة على تلبية احتياجاتهم الخاصة»، وأصبح هذا يعرف بتقرير برونتلاند وكان خطوة أخرى نحو تفكير واسع النطاق حول الاستدامة في النشاط اليومي. جاء اثنان من المعالم الملموسة للموجة الأولى للتسويق الأخضر على شكل كتابين مطبوعين: التسويق الأخضر بقلم كين بيتي في عام (1992) في المملكة المتحدة، والتسويق الأخضر: التحديات والفرص لعصر التسويق الجديد بقلم جاكلين أوتمان في عام (1993) في الولايات المتحدة.
ووفقًا لجاكلين أوتمان، مؤلفة كتاب «القواعد الجديدة للتسويق الأخضر: الاستراتيجيات والأدوات والإلهام للعلامة التجارية المستدامة»، يجب أن تُدمج الاعتبارات البيئية في جميع جوانب التسويق - ويجب تطوير المنتجات الجديدة والاتصالات وجميع النقاط بينهما. تقترح الطبيعة الشاملة أيضًا أنه بالإضافة إلى الموردين وتجار التجزئة، سيُجنّد أصحاب مصلحة جدد، بما في ذلك المعلمين وأعضاء المجتمع والمنظمين والمنظمات غير الحكومية. يجب الموازنة بين قائمة القضايا البيئية واحتياجات العملاء الأساسية.
كافحت حركات «حماية المستهلك الأخلاقية» في الولايات المتحدة وبلدان أخرى للوصول إلى التغيير وإحداث الفرق. ومع ذلك، فقد أظهرت استطلاعات الرأي أُجريت في أواخر الثمانينيات من القرن الماضي أن نسبة كبيرة من المستهلكين في الولايات المتحدة وأماكن أخرى يبدون تفضيلًا قويًا لمنتجات الشركات الصديقة للبيئة.
يقول ماكاور إن وجود عدم توافق في الآراء -من قبل المستهلكين والمسوقين والنشطاء والمنظمين والأشخاص المؤثرين- أدى إلى تباطؤ نمو المنتجات الخضراء، لأن الشركات غالبًا ما تتردد في الترويج لها، وغالبًا ما يشكك المستهلكون في المطالبات.
وعلى الرغم من وجود هذه التحديات، استمر التسويق الأخضر في كسب مؤيدين له، وخاصةً في ضوء القلق العالمي المتزايد بشأن تغيرات المناخ. وقد دفع هذا القلق المزيد من الشركات إلى الإعلان عن التزامها للحد من آثارها المناخية، وتأثير ذلك على منتجاتها وخدماتها.

## سوق تخفيض الغازات الدفيئة
يمكن لهذا السوق أن يحفز المشاريع ذات الفوائد البيئية والاقتصادية المحلية الهامة. فعلى سبيل المثال، آلية التنمية النظيفة (سي دي إم) لاتفاقية كيوتو، تُمكّن التجارة بين الدول الصناعية والنامية، وتوفر إطارًا يمكن أن يؤدي إلى توفر رأس المال الكافي لإجراء أنشطة التنمية المفيدة بيئيًا. وعلى الرغم من أن الولايات المتحدة غير مشاركة في اتفاقية كيوتو، إلا أن العديد من البرامج الأمريكية تتيح إجراء معاملات مماثلة على أساس طوعي وتنظيمي.
في حين تُبشّر التجارة الدولية للغازات الدفيئة بتوفير مصادر كثيرة للتمويل الجديد للتنمية المستدامة، يمكن أن يتعذر الوصول إلى هذا السوق إلى حد كبير على العديد من المشاريع الصغيرة والمجتمعات النائية والمناطق الأقل نموًا. يجب التغلب على العديد من الحواجز لتسهيل المشاركة وتوسيع الفوائد، بما في ذلك: نقص الوعي بالسوق بين أصحاب المصلحة والمشاركين المحتملين ووجود قواعد مشاركة متخصصة ومعقدة إلى حد ما والحاجة إلى آليات مشاركة مبسطة للمشاريع الصغيرة، والتي بدونها يمكن أن تطغى تكاليف المعاملات على الفوائد المالية للمشاركة. إذا عولجت هذه الحواجز بشكل مناسب، يمكن أن تلعب تجارة الغازات الدفيئة دورًا مهمًا في دعم الأنشطة التي تفيد حياة الناس والبيئة.